# Javier Ledesma
Arturo Javier Ledesma Velasco (* 19. September 1958 in Guadalajara, Bundesstaat Jalisco) ist ein ehemaliger mexikanischer Fußballtorwart, der zwischen 1979 und 1995 aktiv tätig war und die meiste Zeit bei Chivas Guadalajara unter Vertrag stand. Bekannt war er auch unter seinem Spitznamen „el Zully“. 

## Karriere
Javier Ledesma ging aus dem Nachwuchs seines Heimatvereins Chivas Guadalajara hervor. Zunächst stand er zwischen 1979, dem Beginn seiner Profikarriere, und 1985 sechs Jahre bei Guadalajara unter Vertrag. Zu jener Zeit waren seine Leistungen jedoch relativ schwankend und außerdem hatte er einige Gegner innerhalb der Mannschaft. Diese Faktoren begünstigten seine leihweise Abgabe an den Club Atlético Monarcas Morelia für die Saison 1985/86. Doch für die Saison 1986/87 holte Guadalajara seinen Ex-Torwart zurück, was sich im Nachhinein als eine kluge Entscheidung herausstellen sollte. Denn Ledesma bestritt in jener Saison fast alle Spiele für seinen alten und neuen Verein und wurde der große Rückhalt auf dem Weg zur ersten Meisterschaft der Chivistas nach 17 mageren Jahren ohne Titel. El Zully, der sich fortan als ein leistungsstarker Torwart bewähren konnte und der Abwehr Stabilität und Sicherheit gab, blieb noch bis 1993 bei Chivas Guadalajara, ehe er seine Karriere in den Spielzeiten 1993/94 und 1994/95 bei der benachbarten Profimannschaft der Universidad de Guadalajara ausklingen ließ. 
Seine internationale Karriere war von untergeordneter Bedeutung. Insgesamt kam Zully Ledesma zwischen dem 13. Mai 1987 gegen die Bermudas (6:0) und dem 21. Februar 1989 gegen Guatemala (2:1) nur zu fünf Länderspieleinsätzen.

## Erfolge
- Mexikanischer Meister: 1987